# Vredens konfekt
Vredens konfekt (engelska: Angry Candy) är en novellsamling av den amerikanske författaren Harlan Ellison, ursprungligen utgiven 1988, i svensk översättning 1993 av Erik Andersson.
Boken samlar sjutton noveller på temat döden. I förordet berättar författaren om personliga förluster i samband med att många av hans författarkollegor avlidit och hur han hanterat sorgen och det faktum att han som skribent ofta förväntats uttala sig om de döda.
Novellerna tillhör genren spekulativ fiktion och ett flertal av dem har i original vunnit litterära priser, däribland "Mjukisapan" (Edgar Allan Poe Award), "Eidolon" (Locus Award) samt "Den förlorade timmans väktare" (Hugo Award). Den senare har även filmatiserats som en del av Twilight Zone. Samlingen som helhet vann World Fantasy Award 1989.

## Innehåll
- "Introduktion: Vinden som för bort alla svar"
- "Den förlorade timmans väktare"
- "Fotsteg"
- "Olycksfågeln"
- "När gamla vänner glöms"
- "Glassplitter"
- "På marmorhällen"
- "Furst Mysjkin, och inga tillbehör"
- "Området emellan"
- "Skrattspår"
- "Eidolon"
- "Mjukisapan"
- "Utslagsrösten"
- "Med Virgil Oddum vid östpolen"
- "Ett ögonblicks verk"
- "Dödens hämnare"
- "Fast i omkörningsfilen i Röda drottningens lopp"
- "Drömsömnens funktion"